# هيلين فريزر
هيلين فريزر (بالإنجليزية: Helen Fraser) هي ممثلة بريطانية، ولدت في 15 يونيو 1942 في المملكة المتحدة.

## أعمال

### أفلام
- (2015) المينيون[6][7]

## وصلات خارجية
- هيلين فريزر على موقع IMDb (الإنجليزية)
- هيلين فريزر على موقع ألو سيني (الفرنسية)
- هيلين فريزر على موقع أول موفي (الإنجليزية)
- هيلين فريزر على موقع قاعدة بيانات الأفلام السويدية (السويدية)
- هيلين فريزر على موقع قاعدة بيانات الفيلم (الإنجليزية)
- هيلين فريزر على موقع كينوبويسك (الروسية)